# Hållsta (Gnesta)
Hållsta is een plaats in de gemeente Gnesta in het landschap Södermanland en de provincie Södermanlands län in Zweden. De plaats heeft 181 inwoners (2005) en een oppervlakte van 76 hectare.